# Martignana di Po
Martignana di Po (Martignèna en el dialecto cremonese) es una comuna de 1.254 habitantes de la provincia de Cremona.

## Administración
- Alcalde: Alessandro Gozzi
- Fecha de asunción: 8 de junio de 2009
- Partido: lista civica
- Teléfono de la comuna: 0375 260062
- Email: comunemartignana@activenetwork.it

## Evolución demográfica
| Gráfica de evolución demográfica de Martignana di Po entre 1861 y 2001 |
|                                                                        |
| Fuente ISTAT - Gráfica elaborada por Wikipedia                         |